# 上谷侯氏
上谷侯氏，是中国中古时代一个以上谷郡为郡望的侯姓士族，自漢代便已出現，但只是地方望族，並無顯赫人物。

## 姓源
上谷侯氏自漢代便已出現，《水經註》載漢代有上谷長史侯相，上谷侯氏或即其後。北朝時期上谷侯氏成員皆自稱漢大司徒侯霸之後，應是攀附，不足爲憑。

## 郡望
上谷侯氏郡望为上谷郡居庸縣（今北京市延慶縣），上谷郡由戰國時期的燕國、趙國設置，漢代屬幽州刺史部。北魏後期，上谷郡屬燕州。北魏末年，六鎮流民動亂，孝昌二年（公元526年）燕州、上谷郡陷落，至東魏末、北齊初廢。

## 發展
上谷侯氏在漢代已經出現，當爲本地望族。
晉末大亂，上谷侯龕仕鮮卑段遼，任上谷相。石虎滅段部，段龕降趙，後爲中山太守。。入燕爲散騎常侍。北朝時期，上谷侯氏無顯宦，有鮮卑人侯剛攀附郡望，冒籍爲上谷侯氏。
西魏時期，關西北地郡人侯植自稱侯龕八世孫，與其兄弟並仕北周，爵至郡公。侯植之孫侯君集，爲唐朝開國功臣，繪圖凌煙閣，封陳國公，後被唐太宗誅殺。

## 另見
上谷侯氏在北朝自稱漢大司徒侯霸之後，河南侯氏亦稱侯霸之後。
北周時期，侯植家族被賜姓侯伏侯氏，後改賜賀屯氏（賀吐氏）。